# 藤井守男
藤井 守男（ふじい もりお、1954年2月 - ）は、日本の文学者。専門はペルシア文学。東京外国語大学名誉教授。

## 略歴
- 1977年3月、東京外国語大学外国語学部卒業、1981年3月、同大学院外国語学研究科修士課程修了。
- 1981年4月、東京外国語大学外国語学部助手、以後、講師、助教授を経て教授。
- 2009年4月、大学院重点化により配置換え、東京外国語大学総合国際学研究院教授（国際社会部門・地域研究系）。
- 2019年3月、東京外国語大学を定年退職。

## 研究業績
- ペルシア文化圏における知識人の〈思想と表現〉に関する史的研究―近年の研究状況を中心に―、『中東研究』、33-36頁、1999年
- 『宗教と寛容』（共著）「ペルシア文学に見る＜寛容精神＞の淵源」、大明堂、239-259、1993年
- 『中東世界-国際関係と民族問題』（共著）「イラン人のアラブ観」の項目、世界思想社、137-159、1992年